# الجمعية المغربية للمصدرين
الجمعية المغربية للمصدرين: (بالفرنسية (Association Marocaine des Exportateurs )، وتعرف اختصارا ب ASMEX، هي جمعية مهنية مغربية غير ربحية، متخصصة في التصدير، تأسست سنة 1982، يوجد مقرها بالدار البيضاء ولها فروع في عدة مدن مغربية. يترأسها رجل الأعمال حسن الإدريسي السنتيسي.

## الأهداف
تعمل الجمعية المغربية للمصدرين على تحقيق عدة أهداف أبرزها:
- تمثيل وتوحيد المصدرين، أو المشتغلين في عملية التصدير .
- تعزيز دور الفاعلين الاقتصاديين في التجارة الدولية.
- الترويج في المغرب وخارجه للصادرات والمنتجات المغربية المخصصة للتصدير.
- عقد شراكات بين القطاعين العام والخاص داخل وخارج الوطن من أجل دينامية وتنشيط التجارة الخارجية المغربية.[6][7][8][9]
- تنظيم الندوات والمؤتمرات والمعارض وإنشاء معاهد ومراكز البحث والتدريب وتطوير استراتيجيات التصدير.[10]
- تسهيل وتبسيط عملية تصدير المنتوجات المغربية والرفع من تنافسيتها دوليا.[11][12][13]

## الفروع
تتوفر الجمعية المغربية للمصدرين على فروع لها في عدة جهات هي؛ جهة الرباط سلا القنيطرة، جهة طنجة تطوان الحسيمة، جهة بني ملال خنيفرة، جهة فاس مكناس، جهة مراكش أسفي، جهة الداخلة وادي الذهب.